# The Awful Truth
The Awful Truth (bra: Cupido é Moleque Teimoso; prt: Com a Verdade Me Enganas) é um filme estadunidense de 1937, do gênero comédia maluca, dirigido por Leo McCarey, e estrelado por Irene Dunne e Cary Grant. Baseado na peça teatral homônima de 1923, de Arthur Richman, o filme conta a história de um casal rico que, ao se divorciar por causa de desconfianças, começa a interferir nos romances um do outro. 
Este foi o primeiro filme de McCarey para Columbia Pictures, com o diálogo e os elementos cômicos sendo amplamente improvisados pelos atores e pelo próprio diretor. Foi a segunda comédia de Dunne após "Theodora Goes Wild" (1936), pela qual foi indicada ao Oscar de melhor atriz. Embora Grant tenha tentado deixar a produção devido ao estilo de direção de McCarey, "The Awful Truth" o fez ser conhecido como uma grande estrela, proponente da improvisação em cena.
O filme foi um sucesso de bilheteria. Foi indicado a seis Oscars, incluindo melhor filme, melhor atriz e melhor ator coadjuvante. McCarey ganhou o prêmio de melhor diretor. O filme foi o primeiro de três que Grant estrelou ao lado de Dunne: os outros foram "My Favorite Wife" (1940) e "Penny Serenade" (1941).
Em 1996, "The Awful Truth" foi selecionado para preservação no National Film Registry, seleção filmográfica da Biblioteca do Congresso dos Estados Unidos, como sendo "culturalmente, historicamente ou esteticamente significativo".

## Sinopse
Jerry Warriner (Cary Grant) mente para Lucy (Irene Dunne), sua esposa, dizendo ter viajado para a Flórida por duas semanas, mas quando volta de surpresa, ele se irrita ao descobrir que ela não passara a noite em casa. Os dois discutem quando Lucy descobre a mentira de Jerry e, por desconfianças de que um estava traindo o outro, resolvem se divorciar. O juiz avisa que o divórcio só se tornará definitivo após 90 dias. Lucy começa a namorar o fazendeiro Dan Leeson (Ralph Bellamy), o que faz com que Jerry tente arruinar tudo. Por sua vez, Jerry se envolve com a aristocrata Barbara Vance (Molly Lamont), o que faz Lucy ficar contrariada e resolver também tentar arruinar o namoro de Jerry.

## Elenco
- Irene Dunne como Lucy Warriner
- Cary Grant como Jerry Warriner
- Ralph Bellamy como Dan Leeson
- Alexander D'Arcy como Armand Duvalle
- Cecil Cunningham como Tia Patsy
- Molly Lamont como Barbara Vance
- Esther Dale como Madame Leeson
- Joyce Compton como Dixie Belle Lee
- Robert Allen como Frank Randall
- Zita Moulton como Lady Fabian
- Robert Warwick como Sr. Vance
- Mary Forbes como Sra. Vance
- Skippy como Sr. Smith, o cão

## Produção

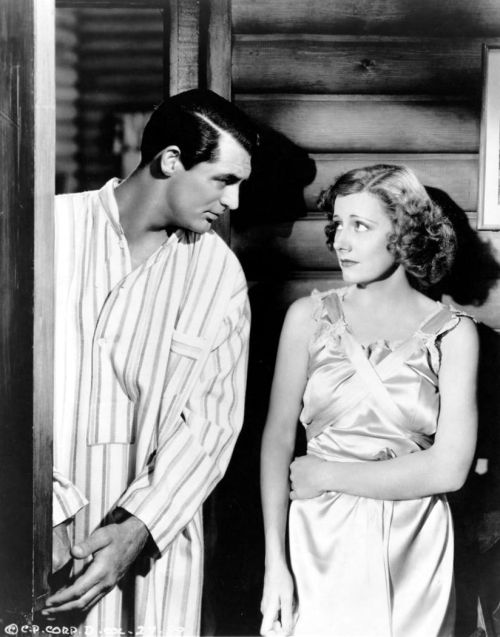
Cary Grant e Irene Dunne em cena do filme.

Houve duas versões cinematográficas anteriores. Um filme mudo homônimo de 1925, da Producers Distributing Corporation, estrelado por Warner Baxter e Agnes Ayres; e uma versão sonora também homônima de 1929, da Pathé Exchange, estrelada por Ina Claire e Henry Daniell. O produtor D.A. Doran comprou os direitos da peça teatral "The Awful Truth" (1923), de Arthur Richman, para produzir uma nova versão do filme na Pathé Exchange. Quando a Pathé fechou, ele se juntou à Columbia Pictures. Posteriormente, a Columbia comprou todos os roteiros e seus direitos da Pathé por US$ 35.000. Doran decidiu refazer o filme em 1937, quando o chefe da Columbia, Harry Cohn, estava contratando o diretor Leo McCarey para dirigir comédias para o estúdio. O filme esteve em produção entre 21 de junho e 17 de agosto de 1937.
Cohn ofereceu o filme ao diretor Tay Garnett. Garnett leu o roteiro de Dwight Taylor e sentiu que era "tão engraçado quanto a coceira de sete anos em um pulmão de ferro". Ele recusou. De acordo com Garnett, McCarey aceitou dirigir a produção simplesmente porque precisava de trabalho. "Claro, o roteiro era terrível, mas eu já vi piores. Eu trabalhei nele por algumas semanas e mudei isso e aquilo. Eu finalmente decidi que poderia fazer algo a partir daquilo".
McCarey não gostou da estrutura narrativa da peça, das versões anteriores do filme, ou do roteiro não produzido da Pathé. Cohn designou Everett Riskin para produzir o filme, e o roteirista Dwight Taylor já tinha um rascunho do roteiro. Taylor mudou o nome do protagonista masculino de Norman Satterly para Jerry Warriner, se livrou de grande parte do tom moralista da peça, e acrescentou uma boa quantidade de comédia maluca. Jerry seria propenso à violência (ele daria um soco no olho de Lucy), e o casal brigaria por um colar (e não por um cachorro). Grande parte da ação no roteiro de Taylor se passaria no clube de Jerry. Os contratempos da história fariam com que Jerry tivesse um colapso emocional. Ao visitar a antiga casa que morava com sua esposa (que estaria sendo leiloada), seu amor pela esposa seria reacendido.
McCarey não gostou do novo roteiro de Taylor. Ele acreditava, no entanto, que "The Awful Truth" iria bem nas bilheterias. Com a Grande Depressão em seu sétimo ano, ele sentiu que o público iria gostar de ver um filme sobre pessoas ricas tendo problemas. Durante as negociações com Cohn, McCarey exigiu US$ 100.000 para fechar o contrato. Cohn recusou. Então, McCarey caminhou até um piano e começou a tocar melodias. Cohn, um ávido fã de musicais, pensava que qualquer um que gostasse desse tipo de música havia talento dentro de si – e concordou em pagar os honorários de McCarey. Ele também concordou em não interferir na produção.
A contratação de McCarey não foi anunciada até 6 de abril de 1937. Riskin retirou-se do filme porque McCarey insistiu em produzir.

### Roteiros
McCarey trabalhou com a roteirista Viña Delmar e Eugene, o marido dela e seu colaborador regular. O casal costumava escrever romances atrevidos, e foram os responsáveis por criar o material de origem e o roteiro de "Make Way for Tomorrow" (1937), de McCarey. Os Delmars se recusavam a trabalhar em qualquer lugar que não fosse sua casa, visitar o estúdio ou o set de filmagens, e a conhecer qualquer um dos atores ao trabalhar em um roteiro. Em carta à autora Elizabeth Kendall, Viña Delmar disse que McCarey trabalhou com eles em sua casa, sugerindo cenas. McCarey pediu aos Delmars que abandonassem os principais pontos presentes na peça – que se concentrava na tentativa de Dan Leeson de comprar direitos minerais, um incêndio no apartamento de Lucy e o encontro de Lucy à meia-noite com outro homem em um luxuoso resort nas montanhas – e concentrassem-se no orgulho que Jerry e Lucy sentem e que os impede de se reconciliar.
De acordo com os Delmars, eles fizeram um roteiro que incluía números musicais, tornando-o mais parecido com um teatro musical do que com uma comédia maluca. Eles também mantiveram muito da estrutura narrativa da peça, com quatro atos: o término do casamento na casa dos Warriner, eventos no clube esportivo de Jerry, discussões e mal-entendidos no apartamento de Lucy e o final no apartamento de Dan Leeson. Os cenários eram simples e poucos atores eram necessários.
De acordo com outras contas, Mary C. McCall Jr., Dwight Taylor (novamente), e Dorothy Parker também ajudaram em alguns roteiros descartados. Nenhum dos roteiros que possuíam essas cenas foram usados por McCarey, o que fez Taylor pedir para seu nome ser retirado da produção. Ralph Bellamy revelou que o próprio McCarey então escreveu o roteiro final, reformulando completamente a história de Delmar. Harry Cohn não gostou da decisão de McCarey de mudar todo o trabalho de Delmar, mas McCarey convenceu o chefe do estúdio de que ele poderia melhorá-lo. Os historiadores de filmes Iwan W. Morgan e Philip Davies dizem que McCarey manteve apenas um único aspecto do roteiro original de Delmar: a possível infidelidade do marido e da esposa.

### Escolha de elenco

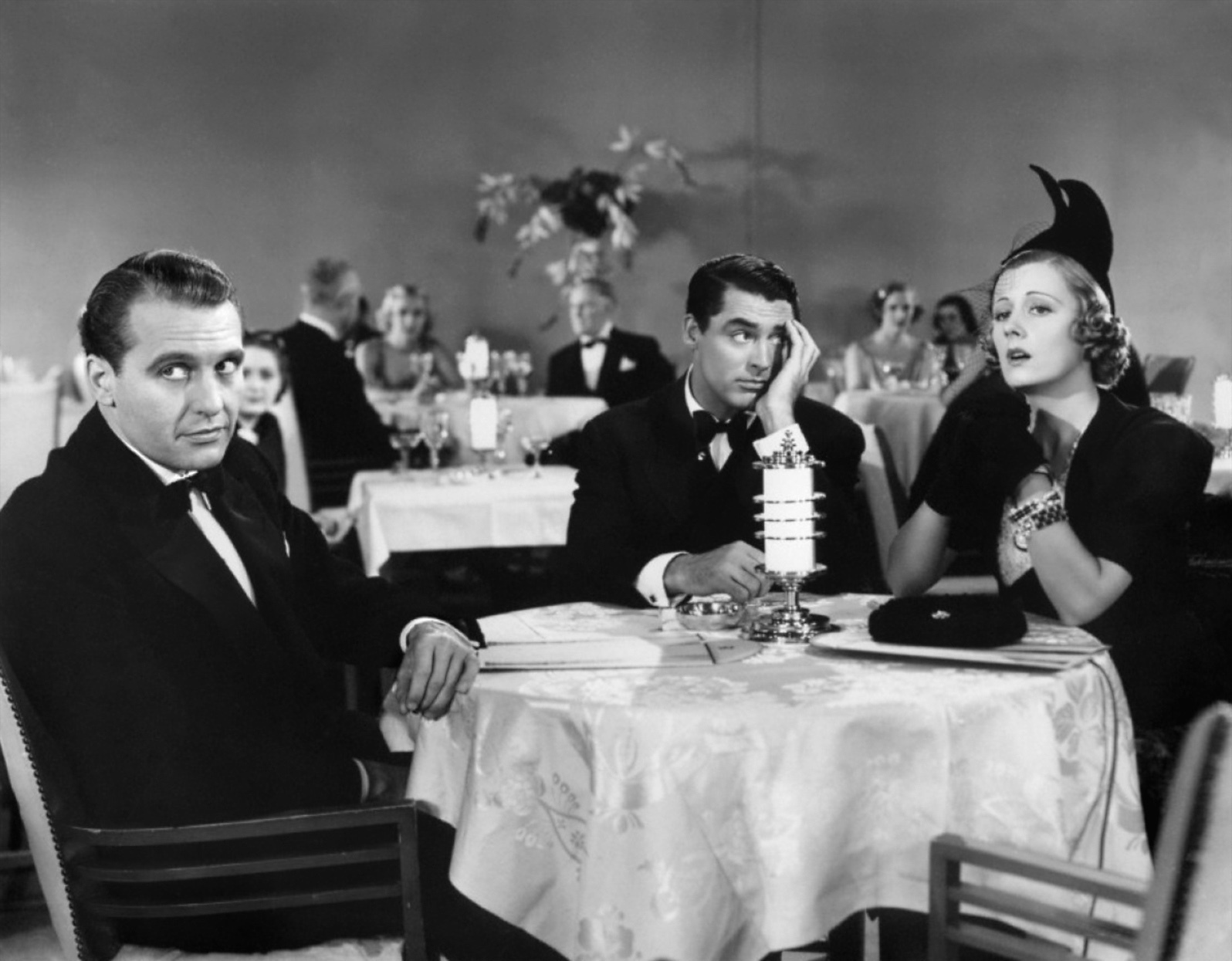
Ralph Bellamy, Cary Grant e Irene Dunne em cena do filme.

Irene Dunne trabalhava como freelancer e não tinha contrato com um estúdio desde sua chegada a Hollywood. Ela estrelou "Theodora Goes Wild" (1936) para a Columbia e, apesar de suas dúvidas sobre fazer comédia, sua atuação lhe rendeu uma indicação ao Oscar de melhor atriz. Dunne queria iniciar um novo projeto rapidamente após a reação negativa ao blackface que utilizou para a sua atuação em "Show Boat" (1936). Seu agente, Charles K. Feldman, ajudou a desenvolver "The Awful Truth" para Dunne, e a produção do filme foi adiantada para acomodá-la. McCarey a queria no filme porque achava que a "incongruência" de uma atriz "gentil" como Dunne em uma comédia maluca era engraçada, e assim ela foi convidada a estrelar o filme, embora Delmar ainda estivesse escrevendo um roteiro. Dunne foi contratada para o filme em meados de fevereiro de 1937, embora seus compromissos com outros projetos tivessem que atrasar a produção por alguns meses. Dunne recebeu US$ 75.000 por seu trabalho em "The Awful Truth", e mais tarde disse que sua decisão de atuar no filme foi "apenas um acidente".
Cary Grant foi escalado três dias depois de Dunne. Grant também havia se tornado recentemente um ator freelancer sem obrigações contratuais de longa data com nenhum estúdio. No final de 1936, ele estava negociando um contrato com a Columbia. Ele encontrou McCarey na rua e informou que estava livre para estrelar qualquer papel. Em fevereiro de 1937, ele assinou um contrato não exclusivo com a Columbia Pictures no qual concordava em fazer quatro filmes em dois anos, desde que os filmes fossem prestigiados. Ele recebeu US$ 50.000 para aparecer em "The Awful Truth". Grant estava ansioso para trabalhar com McCarey, que, por sua vez, estava torcendo para que Grant fosse escolhido para participar da produção. Por causa disso, Cohn escalou Grant para o filme.
Para Ralph Bellamy, ator já contratado da Columbia, o filme foi apenas mais uma tarefa contratual. O rascunho do roteiro de Delmar, enviado a Bellamy por seu agente, originalmente descrevia Dan Leeson como um inglês conservador e pudico, papel escrito originalmente para Roland Young. A pedido de seu agente, Bellamy ignorou o roteiro. Algum tempo depois, Bellamy recebeu um telefonema de sua boa amiga, a escritora Mary McCall, que pediu para ele ajudá-la no redesenvolvimento do papel. McCall foi instruída a transformar Leeson em alguém do oeste estadunidense. Eles passaram uma tarde juntos, reconstruindo o personagem e também escrevendo uma cena para sua entrada no filme. Mais um tempo se passou e Bellamy esbarrou com o escritor Dwight Taylor em uma festa, que revelou estar reescrevendo Leeson, personagem que Bellamy já estava reconsiderando aceitar interpretar. Algumas semanas depois da festa, Dorothy Parker ligou para Bellamy e lhe contou estar trabalhando no roteiro, o que a faria ter que mexer no papel mais uma vez. Na segunda semana de junho de 1937, o agente de Bellamy disse a ele que ele havia sido oficialmente escalado para o filme, e que ele devia comparecer ao estúdio na próxima segunda-feira. Sua escalação foi anunciada em 23 de junho.
Joyce Compton foi escalada em 9 de junho, e Alexander D'Arcy foi escalado por volta de 11 de julho.

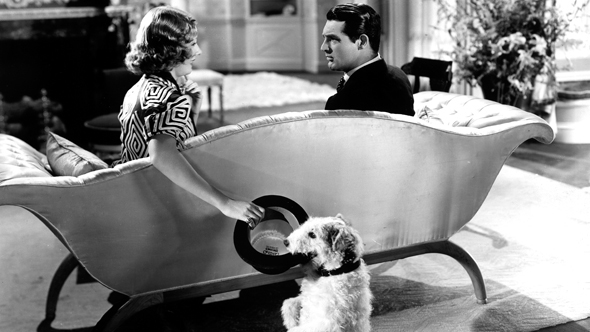
Dunne e Grant com Skippy, o cão.

Para o papel animal do Sr. Smith, dois cachorros foram escalados, mas não conseguiram realizar as cenas. Skippy, mais conhecido pelo público como "Asta" na série de filmes de "Thin Man", foi escalado no final de junho. Skippy mostrou ser difícil de lidar. Para uma cena crucial em que o Sr. Smith deve pular nos braços de Jerry, um camundongo branco de borracha (um dos brinquedos favoritos do cachorro) foi colocado no bolso da roupa de Cary Grant. Mas sempre que Grant mantinha os braços abertos, Skippy se esquivava dele no último momento. Demorou vários dias para a cena conseguir ser gravada. O resto do elenco de "The Awful Truth" também foi forçado a tirar vários dias não programados de férias no final de julho de 1937 porque Skippy estava contratado para outro filme.

## Recepção
Embora não tenha sido indicado ao Oscar de melhor ator, o filme foi um triunfo para Cary Grant. Da noite para o dia, ele foi transformado em um ator de primeira linha por causa de sua interpretação. "A Persona de Cary Grant" foi totalmente estabelecida por este filme, e Grant não apenas se tornou um improvisador hábil, mas frequentemente exigia momentos de improvisação em seus filmes a partir de então. Ralph Bellamy, no entanto, foi estigmatizado em papéis de homens "legais e amáveis" por anos depois de "The Awful Truth".
O The Film Daily nomeou "The Awful Truth" como um dos dez melhores filmes de 1937.

### Bilheteria
O filme teve um orçamento de US$ 600.000. A receita bruta de bilheteria do filme foi de mais de US$ 3 milhões. O filme teve lucro de US$ 500.000 em um ano em que a margem de lucro de todo o estúdio da Columbia Pictures era de apenas US$ 1.3 milhão.

## Prêmios e homenagens
| Ano  | Cerimônia                        | Categoria               | Indicado                                                | Resultado   |
| ---- | -------------------------------- | ----------------------- | ------------------------------------------------------- | ----------- |
| 1938 | Oscar                            | Melhor filme            | Leo McCarey & Everett Riskin (para a Columbia Pictures) | Indicado    |
| 1938 | Oscar                            | Melhor diretor          | Leo McCarey                                             | Venceu      |
| 1938 | Oscar                            | Melhor atriz            | Irene Dunne                                             | Indicado    |
| 1938 | Oscar                            | Melhor ator coadjuvante | Ralph Bellamy                                           | Indicado    |
| 1938 | Oscar                            | Melhor roteiro adaptado | Viña Delmar                                             | Indicado    |
| 1938 | Oscar                            | Melhor montagem         | Al Clark                                                | Indicado    |
| 1996 | National Film Preservation Board | National Film Registry  | National Film Registry                                  | Introduzido |

Depois de ganhar o Oscar, McCarey disse que o ganhou pelo filme errado, pois considerava sua direção do melodrama "Make Way for Tomorrow", de 1937, superior.
O filme foi reconhecido pelo Instituto Americano de Cinema nas seguintes listas:
- 2000: 100 Anos...100 Gargalhadas – #68[53]
- 2002: 100 Anos...100 Paixões – #77[54]